# Ломакин, Сергей Александрович
Сергей Александрович Ломакин (род. 23 августа 1973, Москва) — российский предприниматель и инвестор, миллиардер, по данным Forbes личное состояние Ломакина оценивается 3,4 млрд долларов. Сооснователь, генеральный директор сети магазинов «Копейка»; инвестор и совладелец сети магазинов «Монетка»; инвестор, совладелец, член Совета директоров сети обувных магазинов «ЦентрОбувь»; сооснователь сети магазинов фиксированных цен «Fix Price»; владелец российского футбольного клуба «Родина».

## Биография
Родился 23 августа 1973 года в г. Москва. В 1997 году окончил Московский государственный горный университет. В 2003 году получил степень MBA в Академии народного хозяйства при Правительстве РФ. С детства занимался футболом, получил разряд кандидата в мастера спорта.

#### Сеть продуктовых магазинов «Копейка»
В 1998 году вместе с партнёрами Артёмом Хачатряном и Александром Самоновым основали одну из первых в России сетей дискаунтеров «Копейка». В розничную торговлю партнёры пришли из оптовой — до создания сети занимались дистрибуцией кофе. С 1998 по 2007 год Ломакин работал генеральным директором сети. На начало 2007 года сеть магазинов «Копейка» насчитывала 330 магазинов, а их выручка за 2006 год составила 980 млн долларов. В 2007 году Ломакин и Хачатрян продали принадлежащую им долю в сети банку «Уралсиб», в разное время газета «Коммерсантъ» сообщала, что стоимость доли партнёров составила от 220 до 250 млн долларов.

#### Сеть продуктовых магазинов «Монетка»
В 2007 году, после продажи доли в «Копейке», Ломакин с партнёрами занялись развитием сети магазинов «Монетка» по франшизе в столичном регионе. На август 2007 года екатеринбургская сеть «Монетка» насчитывала 115 магазинов, но не была представлена в Москве и области. Первый магазин «Монетка» в Москве был открыт в сентябре 2007 года.
В 2013 было объявлено о продаже столичной сети магазинов «Монетка» (ООО «Инвестпроект»), которая к тому времени насчитывала около 100 магазинов и оценивалась в 200 млн долларов. За год до объявления о продаже выручка ООО «Инвестпроект» составила 7,6 млрд рублей.

#### Сеть обувных дискаунтеров «ЦентрОбувь»
В 2008 году Ломакин вошёл в Совет директоров «ЦентрОбуви» и был назначен независимым директором, в то же время Ломакин и Хачатрян вели переговоры о покупке доли в сети. В 2008 году в сеть «ЦентрОбувь» входило 315 собственных и франчайзинговых магазинов, ритейлер оценивался в 228—380 млн долларов, годовая выручка — 350—400 млн долларов. В 2009 году Ломакин и Хачатрян купили 33 % «ЦентрОбуви» за 40 млн долларов, сделку называли крупнейшей в обувном ритейле. Привлечение средств новых акционеров позволило сети запустить ещё один формат сетевых магазинов обуви для молодёжи «Centro».
В 2012 году «ЦентрОбувь» объявила о выходе на IPO, Ломакин заявил о намерении акционеров пропорционально сократить свои доли в компании и выставить на продажу 5-10 % акций ритейлера за 100—200 млн долларов. Компания на тот момент оценивалась собственниками в 2 млрд долларов. Позже выход на IPO был отменён из-за неблагоприятной рыночной обстановки и нестабильности на мировых финансовых рынках. К 2012 году общее количество магазинов «ЦентрОбуви» увеличилось до 1168, а к 2014 году, по разным оценкам, сеть насчитывала от 1300 до 1500 магазинов.
В 2014 году рост курса доллара серьёзно ухудшил финансовое положение ритейлера, обязательства «ЦентрОбуви» в пересчёте на рубли увеличились вдвое, что привело к сбою платежей и прекращению централизованных закупок товара. Чистые убытки компании за 2014 год составили 303 млн долларов. Компания RBC заявила о том, что акционеры «ЦентрОбуви», контролирующие 60 % — Гурвич, Светлов и президент группы Нестеров, выводили активы компании, препятствовали подписанию соглашений с кредиторами в сговоре с корпоративными рейдерами.
К 2016 году общая задолженность «ЦентрОбуви» оценивалась в 30 млрд рублей. Долг перед крупнейшим кредитором — «Газпромбанком» — составил порядка 8,6 млрд рублей. В мае 2016 года по заявлению «Газпромбанка» в отношении неустановленных лиц было возбуждено уголовное дело ч.4 ст.159 УК РФ (мошенничество в сфере предпринимательской деятельности), фигурантом которого также стал Ломакин и был объявлен в федеральный розыск. Чтобы спасти ситуацию Ломакин договорился о реструктуризации и погашении проблемного долга. В 2016 году в отношении «ЦентрОбуви» была начата процедура банкротства, а в 2017 году по решению суда компания была признана банкротом. В 2017 году «Газпромбанк» смог взыскать через суд 4,6 млрд рублей с поручителей «ЦетрОбуви». По версии некоторых акционеров, к банкротству компании привел конфликт между собственниками.
В 2018 году уголовное дело было прекращено, обвинения в отношении Сергея Ломакина были сняты, и он продолжил заниматься бизнесом в России.

#### Сеть магазинов одежды Modis
В 2008 году Ломакин и Хачатрян купили 7 % сети одежных дискаунтеров Modis, 40 % сети принадлежало «Тройке диалог». В 2015 году в сеть входило 139 магазинов в 70 городах, в 2014 году Modis заняла 85 строчку в Топ-100 крупнейших ритейлеров России и заняла 10-е место по объёму выручки в рейтинге fashion-сетей. Выручка за 2014 год составила 13,2 млрд рублей, доля Modis в продажах одежды в Москве составила 22,4 %.
В 2015 году Сергей Ломакин вышел из проекта. Ломакин заявил, что вышел из ритейлера в связи с отсутствием лишнего времени, малой долей в сети и желанием миноритарного акционера увеличить свою долю в бизнесе.

#### Сеть магазинов одежды Family Fashion
В 2012 году Ломакин запустил новый проект — магазины недорогой одежды Fashion Family. Партнёрами выступили немецкий ритейлер одежды Takko Fashion и фонд Quadro Capital Partner. Первоначальные инвестиции в проект составили 50 млн долларов.
Сеть магазинов Fashion Family к 2015 году выросла до 60 магазинов, а оборот составил 3,6 млрд рублей. Однако к 2017 году сеть не смогла выйти на самоокупаемость, число магазинов сократилось с 60 до 10, после чего было объявлено о закрытии сети. Ломакин вышел из проекта за год до его закрытия.

#### Сеть непродовольственных дискаунтеров Fix Price
В 2008 году Ломакин стал сооснователем сети магазинов Fix Price, для управления сетью в 2007 году партнёрами было основано ООО «Бест прайс». Первые четыре магазина сети Fix Price были открыты в 2008 году, один магазин в Москве и три в Долгопрудном. На момент запуска сети все товары продавались по цене 30 рублей.
К концу 2008 года сеть насчитывала 60 магазинов. В 2014 году РБК сообщал о том, что в сети было 1543 магазина, газета «Ведомости» в декабре того же года сообщала, что в сеть входит 1600 магазинов.
В 2016 году СМИ сообщали о том, что Ломакин вышел из состава акционеров Fix Price, на тот момент «Ведомости» называли Fix Price крупнейшей сетью магазинов фиксированных цен, в которую входило 2270 магазинов, выручка сети за 2016 год составила 61 млрд рублей без НДС, а стоимость бизнеса Fix Price оценивалась в 10-12 млрд рублей. Как стало известно позже, Ломакин сохранил контроль над 41,7% акций Fix Price через LF Group DMCC.
В марте 2021 года компания Fix Price провела IPO глобальных депозитарных расписок на Лондонской фондовой бирже, вторичным листингом расписки доступны на Московской фондовой бирже. В результате проведения IPO компания привлекла более 1 млрд долларов, капитализация Fix Price составила 8,3 млрд долларов.
После проведения IPO личное состояние Ломакина оценивалось Forbes в 3,4 млрд долларов, агентством Bloomberg — в 3,6 млрд долларов.

## Футбол
Ломакин с детства занимался футболом, получил разряд кандидата в мастера спорта. Владелец клуба «Родина» из ФНЛ — оказывает поддержку академии в структуре клуба. Ежегодно фонд «Лига будущих чемпионов» выделяет академии 30-35 млн рублей. Сам Ломакин играет нападающим в ветеранском составе футбольного клуба «Родина» в ЛФЛ.
Весной 2020 года российские СМИ рассказывали о намерении Ломакина купить подмосковный футбольный клуб «Химки», который получил лицензию для участия в РПЛ, но лишился части финансирования Правительства Московской области. Взамен финансирования Ломакин требовал полного контроля над клубом, предлагал переименование в «Родину», однако Правительство Московской области отказалось от предложения. В июне 2020 года стало известно о том, что Ломакин отказался приобретать футбольный клуб.
Также является совладельцем в кипрских клубах «Пафос» и «Акритас Хлоракас», латвийском клубе «Рига», словенском «Целе», и в клубах «Дубай Юнайтед» и «Лозница».

## Семья
Женат на Наталье Ломакиной. Пятеро детей: сыновья Савелий (род. 1996), Семен (род. 1998), Степан (род. 2004), Лука (род. 2016) и дочь Николь (род. 2019).